# Povežimo Slovenijo
Povežimo Slovenijo (kratica: PoS) je bilo zavezništvo petih slovenskih političnih strank, ki je nastopilo na državnozborskih volitvah leta 2022. Podpis predvolilnega sporazuma je potekal 2. februarja 2022. Pobudnica gibanja je bila Nada Pavšer, uradni govorec pa Marko Balažic. Na volitvah 24. aprila 2022 je zavezništvo prejelo 3,41 % glasov in se ni uvrstilo v Državni zbor.

## Partnerji
| Stranka | Stranka                        | Ideologija                                               | Vodja              | Poslanci v DZ | Evropski poslanci |
| ------- | ------------------------------ | -------------------------------------------------------- | ------------------ | ------------- | ----------------- |
|         | Slovenska ljudska stranka      | konservatizem, krščanska demokracija, kmetijska politika | Marjan Podobnik    | 0 / 90        | 0 / 8             |
|         | Andrej Čuš in Zeleni Slovenije | zeleni liberalizem, zeleni konservatizem                 | Andrej Čuš         | 0 / 90        | 0 / 8             |
|         | Nova ljudska stranka           | konservatizem, kmetijska politika                        | Željko Vogrin      | 0 / 90        | 0 / 8             |
|         | Nova socialdemokracija         | krščanski socializem                                     | Andrej Magajna     | 0 / 90        | 0 / 8             |
|         | Konkretno                      | liberalizem                                              | Zdravko Počivalšek | 0 / 90        | 0 / 8             |